# Valambray
Valambray is een gemeente in het Franse departement Calvados (regio Normandië). De plaats maakt deel uit van het arrondissement Caen. Valambray is op 1 januari 2017 ontstaan door de fusie van de gemeenten Airan, Billy, Conteville, Fierville-Bray en Poussy-la-Campagne. De gemeente telde 1.672 inwoners op 1 januari 2022.

## Geografie
De oppervlakte van Valambray bedraagt 41,16 km², de bevolkingsdichtheid is 42 inwoners per km² (per 1 januari 2019).
De onderstaande kaart toont de ligging van Valambray met de belangrijkste infrastructuur en aangrenzende gemeenten.

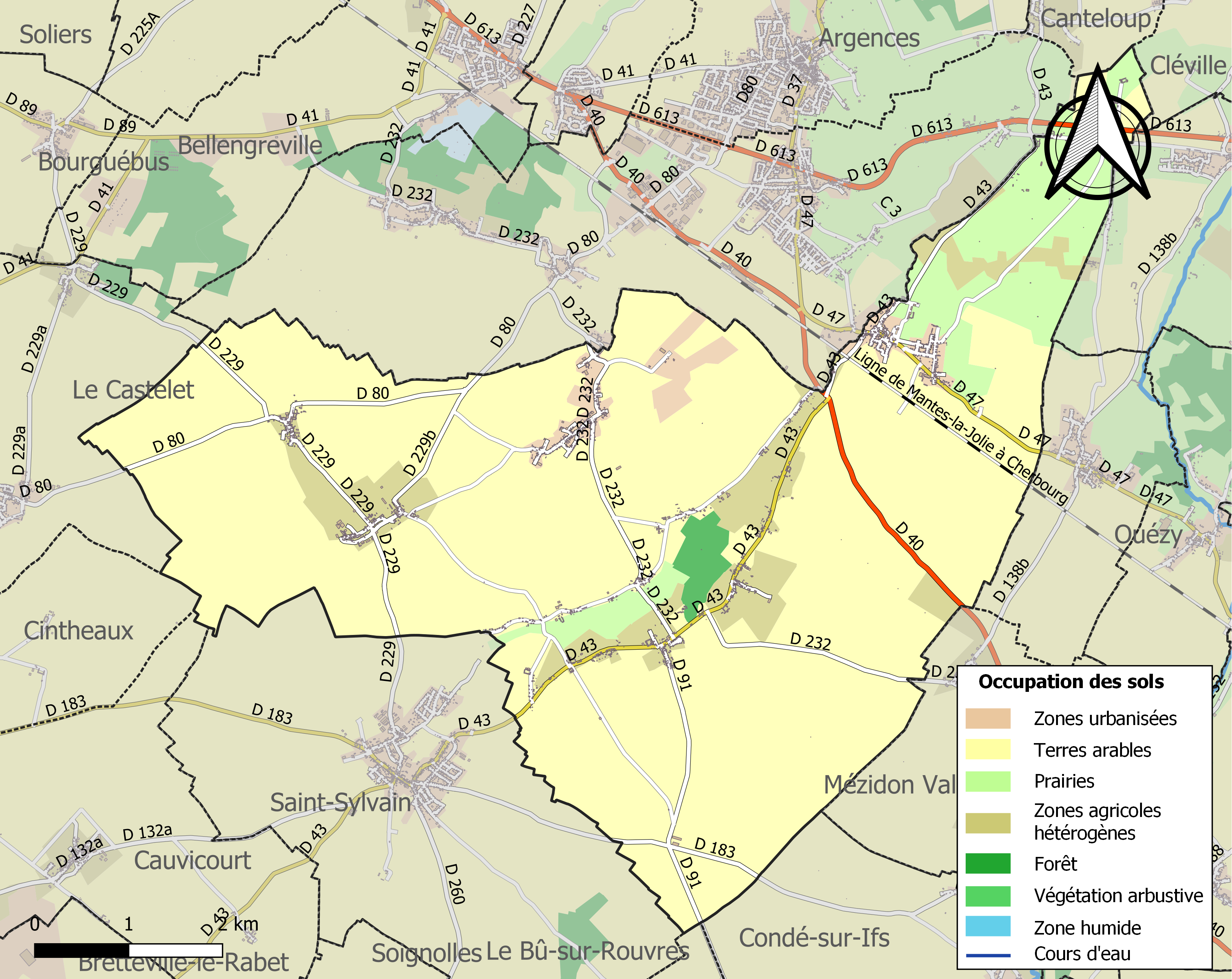